# Extreme Rules (2014)
Cet article concerne l'édition 2014 du pay-per-view Extreme Rules. Pour toutes les autres éditions, voir WWE Extreme Rules.
L’édition 2014 d’Extreme rules est une manifestation de catch (lutte professionnelle) télédiffusée et visible uniquement en paiement à la séance ainsi que gratuitement sur la chaîne de télévision française AB1. L'événement, produit par la World Wrestling Entertainment (WWE), a eu lieu le 4 mai 2014 au IZOD Center à East Rutherford, dans l'État du New Jersey. Il s'agit de la sixième édition d’Extreme rules, pay-per-view annuel qui, comme son nom l'indique, propose un ou plusieurs matchs basés sur les règles du catch hardcore. Le show sera le quatrième pay-per-view de la WWE en 2014. Daniel Bryan est la vedette de l'affiche officielle (promotionnelle).

## Contexte
Les spectacles de la WWE en paiement à la séance sont constitués de matchs aux résultats prédéterminés par les scénaristes de la WWE. Ces rencontres sont justifiées par des storylines — une rivalité avec un catcheur, la plupart du temps — ou par des qualifications survenues dans les émissions de la WWE telles que Raw, SmackDown, Superstars et Main Event. Tous les catcheurs possèdent un gimmick, c'est-à-dire qu'ils incarnent un personnage gentil ou méchant, qui évolue au fil des rencontres. Un pay-per-view comme Extreme Rules est donc un événement tournant pour les différentes storylines en cours.

### Rivalité entre Daniel Bryan et Kane
À WrestleMania XXX Daniel Bryan a battu Triple H pour participer au match pour le championnat du monde poids-lourds de la WWE qu'il a d'ailleurs remporté face à Randy Orton et Batista. Le lendemain à Raw il se fait attaquer par Orton, Batista et Kane avant son match de championnat face à Triple H et le match ne commence finalement pas car The Shield (Dean Ambrose, Seth Rollins et Roman Reigns) arrivent et attaquent Triple H, Orton, Batista et Kane. Le 21 avril il est annoncé que Daniel Bryan défendra son titre à Extreme Rules face à Kane après que ce dernier l'ait attaqué ce soir là,.

### Rivalité entre John Cena et Bray Wyatt
En janvier lors du Royal Rumble John Cena a perdu son match revanche pour le championnat du monde poids-lourds unifié de la WWE à cause de l'intervention de Bray Wyatt et de son clan, la Wyatt Family (Erick Rowan et Luke Harper). Cena participe à l’Elimination Chamber match lors du spectacle éponyme et se fait éliminer du match à la suite de l'intervention de Wyatt. Les deux se sont par la suite affrontés à WrestleMania XXX dans un match remporté par Cena malgré les interventions de la Wyatt Family. Le 14 avril à Raw Cena est venu provoqué la Wyatt Family alors qu'ils s'adressaient au public et a proposé un match en cage contre Wyatt.

### Rivalité entre Evolution et The Shield
Depuis la mi-mars The Shield (Dean Ambrose, Seth Rollins et Roman Reigns) entretient des relations assez tendus avec les représentants de l'autorité notamment avec Kane qu'ils ont battu à WrestleMania XXX avec les New Age Outlaws (Billy Gunn et Road Dogg). Dès le lendemain à Raw le Shield est intervenu lors du match de championnat de Daniel Bryan en attaquant Triple H, Kane, Randy Orton et Batista. Le 11 avril le clan de Dean Ambrose est intervenu lors du match principal de Smackdown qui opposait Daniel Bryan et les frères Uso (Jimmy et Jey Uso) à Kane, Randy Orton et Batista en attaquant Kane, Orton et Batista. Le 14 avril à Raw Triple H, Batista et Randy Orton reforme Evolution et intervient lors du match à handicap qu'a le Shield. Le vendredi suivant à Smackdown Triple H annonce qu'un match opposant le Shield et Evolution aura lieu à Extreme Rules. 

### Tournoi pour désigner le challenger pour le championnat intercontinental de Big E
Le 14 avril lors de l'édition de Raw, un tournoi a été annoncé pour déterminer le challenger pour le championnat intercontinental. Le gagnant du tournoi remporte un match pour le titre à Extreme Rules et affrontera donc le champion  Big E lors de l'événement. Les demi-finales ont eu lieu le 21 avril à Raw. Le 28 avril Bad News Barrett a remporté la finale du tournoi.
|  | Quarts de finale | Quarts de finale |             |       | Demi-finales | Demi-finales |  |  | Finale | Finale |
|  | Quarts de finale | Quarts de finale |             |       | Demi-finales | Demi-finales |  |  | Finale | Finale |
|  |                  |                  |             |       |              |              |  |  |        |        |
|  |                  |                  |             |       |              |              |  |  |        |        |
|  |                  |                  |             |       |              |              |  |  |        |        |
|  | Mark Henry       | 3:18             |             |       |              |              |  |  |        |        |
|  | Mark Henry       | 3:18             |             |       |              |              |  |  |        |        |
|  | Cesaro           | Tombé            |             |       |              |              |  |  |        |        |
|  | Cesaro           | Tombé            | Cesaro      | 13:13 |              |              |  |  |        |        |
|  |                  |                  | Cesaro      | 13:13 |              |              |  |  |        |        |
|  |                  | Rob Van Dam      | Décompte    |       |              |              |  |  |        |        |
|  | Rob Van Dam      | Rob Van Dam      | Décompte    | Tombé |              |              |  |  |        |        |
|  | Rob Van Dam      |                  |             | Tombé |              |              |  |  |        |        |
|  | Alberto Del Rio  | 10:35            |             |       |              |              |  |  |        |        |
|  | Alberto Del Rio  | 10:35            | Rob Van Dam | 11:24 |              |              |  |  |        |        |
|  |                  |                  | Rob Van Dam | 11:24 |              |              |  |  |        |        |
|  |                  | Bad News Barrett | Tombé       |       |              |              |  |  |        |        |
|  | Sheamus          | Bad News Barrett | Tombé       | Tombé |              |              |  |  |        |        |
|  | Sheamus          |                  |             | Tombé |              |              |  |  |        |        |
|  | Jack Swagger     | 6:55             |             |       |              |              |  |  |        |        |
|  | Jack Swagger     | 6:55             | Sheamus     | 10:33 |              |              |  |  |        |        |
|  |                  |                  | Sheamus     | 10:33 |              |              |  |  |        |        |
|  |                  | Bad News Barrett | Tombé       |       |              |              |  |  |        |        |
|  | Dolph Ziggler    | Bad News Barrett | Tombé       | 12:12 |              |              |  |  |        |        |
|  | Dolph Ziggler    |                  |             | 12:12 |              |              |  |  |        |        |
|  | Bad News Barrett | Tombé            |             |       |              |              |  |  |        |        |
|  | Bad News Barrett | Tombé            |             |       |              |              |  |  |        |        |

### Rivalité entre Paige et Tamina pour championnat des Divas
Le 7 avril lors de Raw, AJ Lee a vanté sa victoire à WrestleMania XXX où elle a défendu avec succès son championnat des Divas contre 13 autres Divas, quand la championne féminine de la NXT Paige est venu pour la féliciter. AJ Lee a giflé et défié Paige dans un match de championnat dans la soirée. Paige a remporté le match devenant la première femme à être championne de la NXT et championne des Divas en même temps. Le 15 avril lors de WWE Main Event, le garde du corps de AJ Lee Tamina Snuka, a remporté une bataille royale pour devenir le challenger numéro un du Divas Championship à Extreme Rules.

## Tableau des Matchs
| Pre-show                                                           | El Torito (avec Diego et Fernando) bat Hornswoggle (avec Heath Slater, Jinder Mahal et Drew McIntyre) | TLC match                                                      | 10:55 |
| 1                                                                  | Cesaro (avec Paul Heyman) bat Rob Van Dam et Jack Swagger (avec Zeb Colter)                           | Triple Threat Elimination Match                                | 12:34 |
| 2                                                                  | Rusev bat R-Truth et Xavier Woods                                                                     | Handicap Match                                                 | 2:53  |
| 3                                                                  | Bad News Barrett bat Big E (c)                                                                        | Match simple pour le WWE Intercontinental Championship         | 7:55  |
| 4                                                                  | The Shield battent Evolution                                                                          | Six-man Tag Team match                                         | 19:52 |
| 5                                                                  | Bray Wyatt (avec Luke Harper et Erick Rowan) bat John Cena                                            | Steel Cage match                                               | 21:12 |
| 6                                                                  | Paige (c) bat Tamina Snuka                                                                            | Match simple pour le WWE Divas Championship                    | 6:18  |
| 7                                                                  | Daniel Bryan (c) bat Kane                                                                             | Extreme Rules Match pour le WWE World Heavyweight Championship | 22:27 |
| (c) – désigne le(s) champion(s) défendant leur titre dans un match | |                                                                |       |